# LIBORマーケットモデル
LIBORマーケットモデル（ライボーマーケットモデル、英: LIBOR market model）とは、利子率のモデルである 。開発者の名前を取ってBGMモデル（Brace–Gatarek–Musielaモデル、英: Brace–Gatarek–Musiela model, BGM model）とも呼ばれる。LIBORマーケットモデルは利子率デリバティブの価格付けに用いられる。特にバミューダ・スワプション、ラチェット債のキャップとフロアー、ターゲット型リダンプション債（TRANs）、自動キャップ、ゼロクーポン・スワプション、コンスタント・マチュリティ・スワップ（CMS）、スプレッドオプションなど様々なデリバティブに応用されている。LIBORマーケットモデルでは、ショートレートや（ヒース–ジャロー–モートン・フレームワークのように）瞬間的フォワードレートというよりは、フォワードレート（またはフォワードLIBOR）の集まりがモデル化される。このようなモデル化の利点は市場で直接観測可能なデータからモデル化されることであり、取引契約と自然にリンクしたボラティリティを持つことである。それぞれのフォワードレートはフォワード測度の下で対数正規分布となるようにモデル化される。つまり、利子率のキャップについてのブラック方程式を導くブラック・モデルとなる。この式はインプライドボラティリティの点でキャップの価格が市場において標準的に値付けられることを意味しており、ゆえに"マーケットモデル"と呼ばれる。LIBORマーケットモデルは異なるテナーや満期によって張られた異なるフォワードレートについてのフォワードLIBORの変動の集まりとしてみなすことができる。それぞれのフォワードレートは標準的な満期についての利子率キャプレットのブラック公式と整合的になっている。同じ価格測度、例えば単一の推奨満期についてのフォワード測度の下で異なるフォワードレートの変動を表すことが出来る。その場合、フォワードレートは一般的にその測度の下では対数正規分布に従わない。よってモンテカルロ法やfrozen driftの仮定などの近似法といった数値的な方法が必要になる。

## モデル
LIBORマーケットモデルは {\displaystyle n} 個の対数正規過程であるフォワードレート {\displaystyle L_{j}}, {\displaystyle j=1,\ldots ,n} の集まりによってモデル化される。それぞれの {\displaystyle T_{j}}-フォワード測度 {\displaystyle Q_{T_{j+1}}} の下で
{\displaystyle dL_{j}(t)=\sigma _{j}(t)L_{j}(t)dW^{Q_{T_{j+1}}}(t){\text{.}}}
となる。ここで、{\displaystyle L_{j}} は期間 {\displaystyle [T_{j},T_{j+1}]} におけるフォワードレートを表している。それぞれの単一のフォワードレートに対して、LIBORマーケットモデルはブラック・モデルに対応する。LIBORマーケットモデルの新しい点は、ブラック・モデルと比べて、同一の測度の下でのフォワードレート全ての動きを記述することにある。問題はどのように異なる {\displaystyle T}-フォワード測度の間で変換されるかということである。多変数のギルサノフの定理によれば、以下を示すことが出来る。
{\displaystyle dW^{Q_{T_{j}}}(t)={\begin{cases}dW^{Q_{T_{p}}}(t)-\sum \limits _{k=j}^{p-1}{\frac {\delta L_{k}(t)}{1+\delta L_{k}(t)}}{\sigma }_{k}(t)dt\qquad j<p\\dW^{Q_{T_{p}}}(t)\qquad \qquad \qquad \quad \quad \quad \quad \quad \quad j=p\\dW^{Q_{T_{p}}}(t)+\sum \limits _{k=p}^{j-1}{\frac {\delta L_{k}(t)}{1+\delta L_{k}(t)}}{\sigma }_{k}(t)dt\qquad \quad j>p\\\end{cases}}}
そして
{\displaystyle dL_{j}(t)={\begin{cases}L_{j}(t){\sigma }_{j}(t)dW^{Q_{T_{p}}}(t)-L_{j}(t)\sum \limits _{k=j}^{p-1}{\frac {\delta L_{k}(t)}{1+\delta L_{k}(t)}}{\sigma }_{j}(t){\sigma }_{k}(t){\rho }_{jk}dt\qquad j<p\\L_{j}(t){\sigma }_{j}(t)dW^{Q_{T_{p}}}(t)\qquad \qquad \qquad \qquad \qquad \qquad \qquad \qquad \quad \quad j=p\\L_{j}(t){\sigma }_{j}(t)dW^{Q_{T_{p}}}(t)+L_{j}(t)\sum \limits _{k=p}^{j-1}{\frac {\delta L_{k}(t)}{1+\delta L_{k}(t)}}{\sigma }_{j}(t){\sigma }_{k}(t){\rho }_{jk}dt\quad \qquad j>p\\\end{cases}}}
である。